# 船长与船共存亡

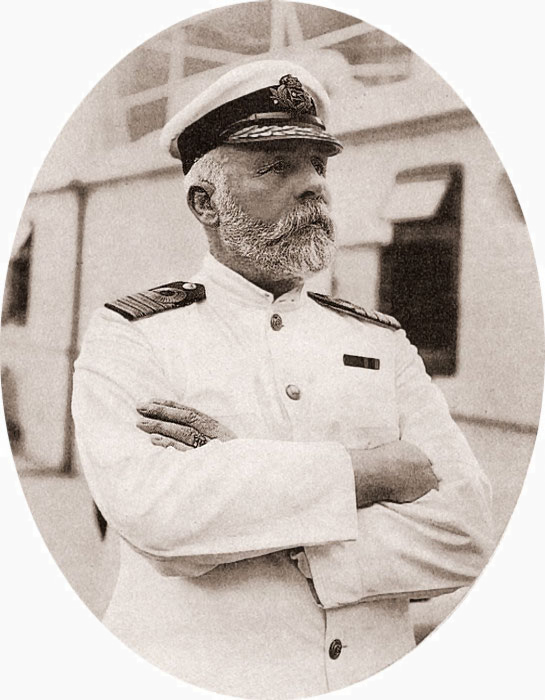
鐵達尼號沉沒事故期間船長爱德华·约翰·史密斯與泰坦尼克號共存亡

船长与船共存亡是航运中的一個传统，即船長对輪船和所有乘员负有根本责任，若有紧急情况，船长将全力救助船上人员。尽管當人們提到這個傳統時經常想到鐵達尼號沉沒事故時與泰坦尼克號共存亡的船长爱德华·约翰·史密斯，但实际上在泰坦尼克号沉没的数年以前就有船長與遇難船隻共存亡。在大多数情况下，遇难船只的船长会留下來全力救助他人。这常常会导致船长本人最終遇難或最后一个获救，因为船长是留在船上的最后一人。
在船只遇难时船長如果弃船逃走可能会被定罪。2012年，在歌詩達協和號觸礁事故中，船长弗朗切斯科·斯凱蒂諾弃船逃离，事后他不仅被人譴責，还被判处16年监禁。在西班牙、希腊和意大利，船长弃船逃離都是违反海事法的行为。韩国法律中也有要求船长必須要最後一個撤離的条文。在芬兰，海事法规定，若船只遇难，船长必须尽己所能救助船上所有人员，只要船只还有一線生機，船长就不能逃走，除非迫不得已面临生命危险。在美国，虽然弃船行为本身并不违法，但弃船逃生的船长会被以其他罪名（如过失致死罪）起诉。在国际海事法中，船长弃船逃生不是违法行为。 